# María Isabel Salinas
María Isabel Salinas este un om politic spaniol, membru al Parlamentului European în perioada 2004-2009 din partea Spaniei.
1. ↑   https://caparrosnature.com/aviso-legal-y-politica-de-privacidad/ Lipsește sau este vid: |title= (ajutor)
2. ↑   https://revistamercados.com/hay-pocas-mujeres-de-comunicacion-en-puestos-directivos/ Lipsește sau este vid: |title= (ajutor)
3. ↑   https://www.juntadeandalucia.es/boja/2012/115/93 Lipsește sau este vid: |title= (ajutor)
4. ↑   https://elpais.com/politica/2017/07/10/actualidad/1499681476_367864.html Lipsește sau este vid: |title= (ajutor)
5. ↑  Deputații în Parlamentul European
6. ↑   https://www.congreso.es/es/busqueda-de-diputados?p_p_id=diputadomodule&p_p_lifecycle=0&p_p_state=normal&p_p_mode=view&_diputadomodule_mostrarFicha=true&codParlamentario=111&idLegislatura=VI&mostrarAgenda=false, accesat în 3 iunie 2023 Lipsește sau este vid: |title= (ajutor)
7. ↑   http://www.congreso.es/portal/page/portal/Congreso/Congreso/Diputados/BusqForm?_piref73_1333155_73_1333154_1333154.next_page=/wc/fichaDiputado?idDiputado=111&idLegislatura=6, accesat în 23 noiembrie 2017 Lipsește sau este vid: |title= (ajutor)